# Madamme sommeliere (2007.)
Madamme sommeliere je dokumentarni film, sniman 2007., o hrvatskoj sommelierki Marti Papigi u kojemu, uz nju sudjeluju i Boško Petrović, Relja Bašić, Neven Antičević te Marija Borić.
Ekipu filma sačinjavaju redatelj Josip Vujčić, producent Damir Krasnov, snimatelji Dario Hacek i Sven Mihaljević te montažerka Iva Blašković.